# Новогродзец
Новогродзец (пол. Nowogrodziec, нем. Naumburg, рус. Новогродец)  —  город  в Польше, входит в Нижнесилезское воеводство,  Болеславецкий повят.  Имеет статус городско-сельской гмины. Занимает площадь 16,17 км². Население — 4194 человека (на 2006 год).